# Sébastien Canévet
Sébastien Canévet, né le 5 juillet 1959 à Châtellerault, est un docteur en droit, juriste et vidéaste français.

## Biographie

### Jeunesse et formation
Il est natif de Châtellerault, sous-préfecture du département de la Vienne, mais originaire du département d'Indre-et-Loire. Ses grands-parents sont originaires de la ville de Descartes et lui-même y habite.
Il soutient en 1994 à l'Université de Poitiers une thèse dirigée par Geneviève Giudicelli-Delage et intitulée Droit pénal des affaires et droit communautaire : des principes généraux du droit pénal et des principes directeurs en matière pénale.
Au début des années 2000, il ouvre un site intitulé Le Chêne et le Gland, droit et Internet, un site destiné à informer sur le droit,.

### Carrière en tant que juriste
Il est maître de conférences en droit privé à l'Université de Poitiers,. Il y enseigne le droit civil, le droit des affaires et le droit de l'informatique.
Il a également été membre fondateur du Forum des droits sur l'internet (FDI),.

### Carrière en tant que vidéaste
Il dirige une chaîne YouTube dédiée à la vulgarisation du droit du nom de Vous avez le droit, sur laquelle il commente des actualités en rapport au droit,.
Il gère aussi une chaîne Twitch.

## Dans les médias
Sébastien Canévet est souvent consulté sur des questions de droit par des journaux tels que Slate, Les Échos, Libération,,,,,,, ou Le Monde, ou encore la chaîne télévisée TVTours Val de Loire.

## Publications
- Sébastien Canévet (sous la dir. de Geneviève Giudicelli-Delage), Droit pénal des affaires et droit communautaire : des principes généraux du droit pénal et des principes directeurs en matière pénale (thèse de doctorat à l'Université de Poitiers, no 1994POIT3017), 1994, 351 p. (SUDOC 004746864, présentation en ligne).
- Sébastien Canévet, L'affaire du terrible assassin, Poitiers, Paréiasaure théromorphe, coll. « Les inédits de Sherlock Holmes », 1995, 32 p. (ISBN 2-9507898-6-2 et 2-307-62780-4, lire en ligne ).
- François Pellegrini et Sébastien Canévet, Le droit du numérique : une histoire à préserver, Inria, coll. « Rapports de recherche » (no 8100), octobre 2012 (ISSN 0249-6399, arXiv 1210.3597, HAL hal-00741198, lire en ligne  [PDF]).
- François Pellegrini et Sébastien Canévet (préf. Michel Rocard), Droit des logiciels : Logiciels privatifs et logiciels libres, Paris, Presses universitaires de France, 2013, 616 p. (ISBN 978-2-13-062615-2).
- Sébastien Canévet et Danny Chabaud, Taxis anglais, Antony, ETAI, 2020, 191 p. (ISBN 979-10-283-0405-8).